# Federació Catalana de Ciclisme
La Federació Catalana de Ciclisme és l'organisme rector encarregat de promoure, coordinar i organitzar l'esport del ciclisme a Catalunya. Forma part de la Unió de Federacions Esportives de Catalunya.

## Història
Com en la majoria d'esports, Catalunya també va ser capdavantera en la difusió del ciclisme a partir de la creació el 1880 del Cyclist's Garden i el 1884 del Club Velocipèdic de Barcelona, fundat per Claudi de Rialp i Manuel Duran Ventosa. A partir d'aquella societat ciclista en van sorgir d'altres, i no només a la ciutat de Barcelona, sinó també a Reus, Tarragona, Tortosa, Valls, Mataró, Terrassa, Sabadell, Girona, Olot, Figueres o Lleida, a la majoria de les quals es van construir velòdroms que van popularitzar ràpidament aquest esport. El primer intent, sense èxit, de crear una federació de clubs ciclistes es va produir el 1891 quan es van unir el Club Velocipèdic, el Veloç Club de Barcelona i la Societat de Velocipedistes en la Unió Excursionista de Velocipedistes. El 1893 es va construir el velòdrom de la Bonanova, el primer que va existir a Barcelona i el segon de Catalunya després del que s'havia inaugurat a Figueres el 1891. Poc després, el 1894, Claudi de Rialp va intentar posar en marxa sense èxit la Unió Velocipèdica de l'Est amb les entitats ciclistes existents a Catalunya -agrupades en la Unió de Societats Ciclistes-, Aragó, el País Valencià i les Illes Balears, però les que havien nascut a Madrid van fer pressió per a crear una entitat d'àmbit estatal a la qual Claudi de Rialp es va aferrar va com a principal impulsor de la fundació de la Unión Velocipédica Española, que va celebrar la seva reunió fundacional el 15 de novembre de 1895 a Madrid i va veure oficialment la llum el 13 de febrer de 1896. La Unión Velocipédica Española, però, no va agafar embranzida fins que el 1898 es va crear l'efímera Unió Velocipèdica Catalana, que va donar pas a la seva refundació amb seu a Barcelona sota la presidència de Claudi de Rialp, que des del 1896 era el president del Consolat número 6, que corresponia al territori de Catalunya. El Comitè Regional d'aquell Consolat va ser el precursor de la Federació Catalana de Ciclisme, que no va adoptar aquest nom fins al 1953, quan la UVE es va convertir en la Reial Federació Espanyola de Ciclisme. Durant les dècades de 1940 i 1950 l'afició pel ciclisme en pista prolifera i s'inauguraren nous velòdroms, entre ells el del Pavelló d'Esports de Barcelona. Als anys seixanta, es construí el Palau del Gel i del Pedal, i es crearen el Torneig Intervelòdroms i la Setmana Catalana de Ciclisme. El 1973 organitzà el Campionat del Món de ciclisme de carretera a Barcelona. Del 1981 al 1986, sota la presidència de Francesc Perera, va ser un període gairebé històric, ja que l'Ajuntament de Barcelona va construir per fi el tant desitjat Velòdrom d'Horta, que va acollir l'especialitat de pista dels Campionats del Món de 1984, mentre que la ruta es va tornar a celebrar a Montjuïc i es va posar la primera pedra per a la construcció de l'Escola Catalana de Ciclisme i les bases pel seu funcionament, i seus primers professors van ser els expresidents i excampions Miguel Poblet i Alfred Esmatges amb la col·laboració de Jordi Clarós, Xavier Ràfols i Joan Coma. El 1984 el velòdrom de la Vall d'Hebron, acollí el Campionat del Món de pista l'any 1984. El 1995 s'organitzà la primera edició de la Barcelona-Sitges, eas creà el Circuit de Llarga Distància de cicloturisme, tutelà el naixement del BTT i les primeres proves de trialsín. El 1998 crea l'Open Verd, origen de l'Open Natura i es crea l'equip català de la Copa del Món de pista Catalunya Team. Actualment la federació regula les disciplines de carretera, pista, bicicròs (BMX), bicicleta de muntanya (BTT), bicitrial, ciclocròs i cicloturisme.

## Presidents

### Claudi de Rialp Navinés(1896-1897)
Va fundar el 1884, el Club Velocipèdic a Barcelona i el 1891 el setmanari El Ciclista, que portava el subtítol de 'revista d'esport nacional i estranger' i feia d'òrgan oficial d'aquesta societat, i el 1896 va fundar la Unió Velocipèdica Espanyola.

### Eugeni Vert-Rouvier (1897-1899)
Va ser el cònsol en cap del Comitè Regional número 6 de la UVE, corresponent a Catalunya, entre 1897 i 1899. Va escriure l'Anuari Velocipèdic juntament amb Claudi de Rialp i Antoni Viada i va ser delegat del Touring Club de França a Barcelona i a Palamós.

### Ginés Codina Sert (1898)
Pintor i artista gràfic, va ser el primer i únic president de la Unió Velocipèdica Catalana, creada el 1898 quan els clubs barcelonins es van separar de la UVE i que va tenir uns mesos de vida.

### Emili Ferrer (1901)
Gran aficionat al ciclisme, el 1901 va ser elegit cònsol en cap de la Unió Velocipèdica Espanyola a Barcelona i uns mesos després tresorer del consell estatal.

### Narcís Masferrer i Sala(1902-1906 i 1932-1933)
Va ser president de la Unió Velocipèdica Espanyola i del seu Comitè Regional de Catalunya entre 1902 i 1906 i la va tornar a presidir entre el 1932 i el 1933. En memòria seva, es va disputar durant molts anys el Trofeu Masferrer el dia abans de l'inici de la Volta a Catalunya.

### Andrés Rodríguez Dorado (1906-1908)
Periodista esportiu va ser el cònsol en cap del Comitè Regional de la Unió Velocipèdica Espanyola del 1906 al 1908. Havia treballat al Noticiero Universal, a l'Eco d'Sports, a Las Noticias i al butlletí de la UVE. Va ser cronometrador de moltes competicions ciclistes i motociclistes.

### Josep Jomés (1908)
Membre fundador l'any 1911 de l'Sport Ciclista Català, va ser cònsol en cap de la Unió Velocipèdica Espanyola en el Comitè Regional de Catalunya el 1908 i va repetir el 1911. Va ser un precursor de les excursions cicloturistes, el 1923 el van nomenar primer soci honorari de l'Sport Ciclista Català.

### Marcelino Mata Iranzo (1908)
President del Comitè Regional de la UVE a València entre 1903 i 1908, va ser consol en cap de la de Catalunya durant uns mesos l'any 1908 fins que va dimitir. Era també vocal del Consell Permanent de la Unió Velocipèdica Espanyola en l'àmbit estatal.

### Enrique Martínez Cardeña (1908)
Vicepresident de la Diputació madrilenya i membre de la Societat Velo-Excursionista d'aquesta capital, va substituir Marcelino Mata com a cònsol en cap de la Unió Velocipèdica Espanyola a Catalunya.

### Francisco de Cepeda Ynglada (1908-1911)
Pilot de motos i cotxes i ciclista, va ser cònsol en cap de la Unió Velocipèdica Espanyola a Catalunya entre 1908 i 1911 i membre del Comitè Central de la UVE.

### Hilari Vidal Maleras (1911-1913)
Va ser un dels pioners del ciclisme, cònsol de la Unió Velocipèdica Espanyola a Catalunya des de l'any 1911 al 1913 després d'haver estat vicecònsol des del mes de febrer al de setembre del 1911.

### Enrique de Sorarrain Milans del Bosch (1913-1915)
Gran aficionat a la vela, als cotxes i al ciclisme va ser president de la Unió Velocipèdica Espanyola entre 1913 i 1915 i al mateix temps, va fer de president del Comitè Regional. Abans ja havia tingut altres càrrecs a la UVE com a vicetresorer i membre del Comitè Permanent.

### Santiago Jaumandreu Jaumandreu(1915-1934 i 1939-1944)
Ciclista, es va vincular-se a la Unió Velocipèdica Espanyola el 1911 com a encarregat de la seva comissió de Turisme i el juny de 1915 va ser elegit president del seu Comitè Regional a Catalunya. El 1922 es va convertir en president de la mateixa UVE, càrrec que va ocupar fins al 1931 en aquest mandat es va bolcar en les organitzacions de curses i campionats i en la creació de nous clubs ciclistes. Després de la Guerra Civil, el 1939 va tornar a la presidència del nou Comitè Regional número 2 fins al 1944. Va ser un dels impulsors de la recuperació el 1920 de la Volta a Catalunya i el 1970 va ser nomenat Soci d'Honor de la Volta a Catalunya. Quan va morir el 1944, l'Agrupació Ciclista Montjuïc va crear un trofeu que portava el seu nom.

### Antoni Amat Comas (1934-1935)
Històric president de finals dels anys 20 de l'Agrupació Ciclista Montjuïc, coneguda com la 'Grupa', va presidir el Comitè Regional Català de la Unió Velocipèdica Espanyola entre 1934 i 1939. Després d'haver estat ciclista, representant d'una marca de bicicletes, comissari i cronometrador, el febrer de 1928 va ser elegit president de l'Agrupació Ciclista Montjuïc, càrrec des del qual va ser un dels impulsors de la Unió de Clubs Ciclistes, que va néixer el 1931 i de la qual va ser tresorer i secretari. Des d'aquesta entitat va lluitar perquè l'Ajuntament de Barcelona reconvertís el Palau de Comunicacions de Montjuïc en un pavelló esportiu amb velòdrom. El gener de 1934 va ser elegit president del Comitè Regional de la Unió Velocipèdica Espanyola, va formar part de la Junta Directiva de la Unió Catalana de Federacions Esportives i el 1935 es va convertir en membre de la Junta Consultiva de la Generalitat de Catalunya en matèria d'esports en representació de les associacions esportives.

### Lluís Mas Torres (1935-1939)
Col·laborador d'Antoni Amat a l'Agrupació Ciclista Montjuïc, el va substituir el 1935 com a president del Comitè Regional Català de la Unió Velocipèdica Espanyola i va ocupar el càrrec fins al 1939. Es va iniciar com a directiu a finals dels anys vint a l'Agrupació Ciclista Montjuïc, de la qual va ser president en diferents èpoques, i va estar durant més de 40 anys en primera línia del ciclisme català i espanyol en diverses funcions. Ell va el responsable del prestigi que va adquirir l'Escalada a Montjuïc, que havia nascut el 1915 sota l'organització de l'Sport Ciclista Català i al front de la qual s'hi va posar el 1931 capitanejant l'equip de l'Agrupació Ciclista Montjuïc i que amb els anys es va convertir en una de les proves més emblemàtiques del ciclisme català. Va ser delegat i director esportiu de l'AC Montjuïc quan aquest club era un dels més potents del ciclisme espanyol i durant els anys seixanta també va ser vocal de la Federació Espanyola de Ciclisme en representació dels clubs.

### Joan Baptista Soler Seuba (1945-1947)
Va substituir Santiago Jaumandreu com a president del Comitè Regional Català de la UVE el 1945. Va ser ciclista i a finals dels anys vint es va convertir en president de la Secció Ciclista de la Unió Esportiva de Sants, càrrec que a principis dels trenta li va obrir les portes de la secretaria del Comitè Català de la Unió Velocipèdica Espanyola i de la direcció de la Volta a Catalunya. A principis de 1947 va ser nomenat representant de la Unió Velocipèdica Espanyola en l'assemblea de la Unió Ciclista Internacional (UCI), i quan el desembre del mateix any va deixar la presidència del Comitè Català de la UVE va entrar com a vocal de la Junta Directiva del Comitè Nacional, que el 1953 es va convertir en Federació Espanyola de Ciclisme. El 1951 havia estat elegit vicepresident de l'UCI, càrrec que va ocupar fins al 1965. També va ser president interí de l'UCI des d'octubre del 1957, quan va morir el francès Achille Henry Joinard, fins al març del 1958, quan va ser nomenat l'italià Adriano Rodoni.

### Teodor Soum Baurés (1947-1953)
Va ser un gran ciclista de pista abans de fer tasques de dirigent i presidir el Comitè Català de la UVE. Es va iniciar en el ciclisme el 1903, quan tenia 15 anys, i va destacar en la modalitat de pista, en la qual el 1911 es va proclamar campió d'Espanya de velocitat. Però també tenia potència i pujava bé, com ho demostra el fet que el 1915 va ser el primer guanyador de l'Escalada a Montjuïc. Com a dirigent, es va incorporar al Comitè Català de la UVE com a tresorer, el mes de juliol de 1947 va passar a ser vicepresident i el desembre del mateix any va accedir a la presidència.

### Josep Maria Sentís Anfruns(1953-1960)
A més d'ocupar la presidència de la, també va ser vocal de relacions internacional de la Federació Espanyola durant els anys seixanta, vicepresident de la Unió Ciclista Internacional i president de la Secció de Ciclisme de la Unió Esportiva Sants, lloc des del qual es va encarregar de l'organització de la Volta a Catalunya. El 1973 va ser el president del Comitè Organitzador del Mundial de Barcelona i el 1977 president accidental de la Federació Espanyola després de la dimissió de Lluís Puig.

### Albert Assalit Camps (1960-1969)
Va entrar a la federació com a vocal havia estat vocal metge de la Junta Directiva en la presidència Josep Maria Sentís. Va ocupar el càrrec de president el mes de gener de 1960, i un any després d'arribar al càrrec, el 30 d'abril de 1961 va ser elegit regidor de l'Ajuntament de Barcelona per al terç d'entitats econòmiques, culturals i professionals i el 23 de maig va ser nomenat president de la Ponència d'Esports i regidor delegat d'Educació Física i Esports. Va posar en marxa, els Jocs Esportius de Barcelona, que van néixer el 1962, i el 1963 va ser un dels impulsors de la Setmana Catalana de Ciclisme.

### Marià Cañardo Lacasta(1969-1974)
Es va retirar el 1943 del ciclisme professional i va iniciar una etapa com a director esportiu, dirigent i organitzador. Entre altres càrrecs, va ser director de l'equip espanyol de ciclisme que de 1951 a 1953 va competir en el Tour de França, va dirigir diverses formacions ciclistes, va ser director de curses, entre elles la Setmana Catalana i el Circuit Català, membre de la Junta Directiva de la Federació Espanyola de Ciclisme i president de la Federació Catalana durant cinc anys.

### Miquel Poblet Orriols(1974-1978)
Ciclista professional es va dedicar a tasques directives un cop es va retirar de la competició. Va ocupar el càrrec de la presidència de la federació el 1978 i també ho va ser de la Secció Ciclista de la UE Sants.

### Alfred Esmatges Yuste(1978-1981)
Ciclista professional va obtenir quatre victòries com a professional, entre elles una etapa de la Volta a Catalunya, després assolir-ne unes cinquanta com a aficionat. També va guanyar algunes proves internacionals en pista en l'especialitat d'americana formant parella en alguna, amb Miquel Poblet. En retirar-se del ciclisme actiu el 1961 va continuar vinculat a aquest esport. Durant deu anys, del 1962 al 1972, va formar part de la comissió tècnica de la Federació Catalana de Ciclisme. El 1964 va convertir-se en president del Club Ciclista Tibidabo i va passar a ser l'organitzador del Trofeu Joaquim Rubio 'in memoriam' per amateurs i el Trofeu Josep Maria Peris 'in memoriam' per a professionals. Ocupà la presidència el 1978 i es va mantenir en el càrrec fins a finals de 1981, i quan es va formar l'Associació Espanyola d'Organitzadors de Curses Ciclistes va ser nomenat primer assessor tècnic. També va ser director de cursa de moltes proves per etapes espanyoles, entre elles la Volta a Espanya, la Volta a Catalunya i la Setmana Catalana.

### Francesc Perera Vidal (1981-1986)
El 1951 va ser nomenat vicesecretari de la Junta Directiva de l'Agrupació Amics del Pedal de Barcelona, que havia estat fundada el 1948, i de la qual més tard va ser comptador, secretari i president a partir del gener de 1965. Actiu organitzador de tota mena de competicions ciclistes, el 1974 va entrar com a vocal de premsa a la Junta Directiva de la federació, i el 1981 hi va ocupar la presidència quan encara era al capdavant de l'Agrupació Amics del Pedal. Va ser el primer president de la federació amb els nous estatuts que seguien les normes de la Direcció General de l'Esport. Durant la seva presidència es va inaugurar el velòdrom d'Horta, que va acollir el Campionat del Món disputat a Barcelona el 1984

### Miquel Arbós Abadal (1986-1999)
Va començar a fer tasques de dirigent al principi de la dècada dels setanta en el Club Ciclista Rubí, que havia cofundat el seu pare, i després de ser el seu president fins al 1986, va guanyar la presidència de la federació. Va ser també el president del Comitè Olímpic de Catalunya, va impulsar el ciclisme de base i de pista, va crear la categoria cicloesport i durant el seu mandat van néixer també el Circuit de Llarga Distància de marxes cicloturistes, l'Open Verd, les competicions de bicicleta tot terreny (BTT) i les de trialsín, especialitat més tard coneguda com a biketrial o trial. Va formar part de la Junta Directiva de la Federació Espanyola, de la qual va ser vicepresident, va col·laborar en l'organització de la competició d'aquest esport durant els Jocs Olímpics de Barcelona 1992, i va ser vicepresident del Consell Directiu de la UFEC.

### Josep Lluís Giral Tricas (1999-2000)
Gran aficionat al muntanyisme i l'escalada, va entrar en contacte amb el ciclisme per mitjà del seu fill, que era corredor, i es va convertir en vicepresident de la Junta Directiva del Club Ciclista Castelldefels, que va formar un equip femení amateur que va participar en el Giro d'Itàlia. D'allà va passar a la Federació Catalana de Ciclisme, en un principi com a responsable de la Comissió de Júniors, i després col·laborant en les categories de cicloesport i fèmines, així com en la confecció de les classificacions de la Copa Catalana. El 1999 va substituir Miquel Arbós quan aquest dimitir, en la seva qualitat de vicepresident, i dos mesos després va encapçalar una junta gestora fins que es van celebrar noves eleccions el 19 de març de 2000.

### Jordi Mariné Tares(2000-2004)
Ciclista que entre 1959 i 1970, va aconseguir 45 victòries com a amateur. El 1972 va començar una nova etapa com a cicloturista a la Penya Cicloturista de Cambrils. Com a directiu, de 1969 a 1971 va ser vocal de la Federació Espanyola de Ciclisme com a representant de professionals, i del 1971 al 1974 en va ser el director esportiu. L'any 2000, quan va ser elegit president de la federació, va tornar a la Federació Espanyola de Ciclisme com a vicepresident fins al 2003.

### Alfons Molist Barberà (2004-2008)
Fundador del Club Ciclista Martorelles l'any 2000 amb la vocació de posar en marxa una escola de ciclisme en aquest municipi del Vallès Oriental, va organitzar un Open Natura, un Open Infantil de BTT i la Marxa Cicloturista Melcior Mauri, va guanyar les eleccions a la presidència de la federació el 2004, va centrar bona part la seva tasca directiva a la federació en la promoció del ciclisme, i en aquest sentit va destacar la creació d'un programa per introduir aquest esport a les escoles amb el nom de 'La bicicleta a l'escola, per què no?'. Però tampoc no va oblidar el vessant professional i durant el seu mandat la Federació Catalana de Ciclisme va crear un equip, el Catalunya Team, que va participar amb força èxit a la Copa del Món de pista. També va organitzar importants competicions com la Copa del Món de Trial, especialitat que va tenir un important creixement.

### Carme Mas Neras (2008-2011)
Va començar a practicar el ciclisme el 1993 com a part de la rehabilitació d'una operació de genoll, es va interessar per aquest esport del qual el seu marit era un gran afeccionat. El 2004 va entrar a la Junta Directiva de la federació com a vocal responsable de la seva comissió femenina i el 2006 va participar amb un equip format per quatre dones, tres d'elles sense experiència competitiva, en la primera edició de l'exigent prova de BTT Titan Desert. Quan el 2008 va ser elegida presidenta va ser també vicepresidenta de la Federació Espanyola.

### Josep Bochaca Tohà (2011-2017)
Va fundar el 1974 l'Sprint Ciclo-Club Pobla de Segur i va desenvolupar una llarga carrera en el món de l'arbitratge com a president de la Comissió de Comissaris de la Unió Ciclista Internacional i membre de la seva Comissió de Disciplina Esportiva. Durant diverses legislatures va presidir també la Comissió Tècnica de la Federació Catalana de Ciclisme i durant sis anys va presidir la mateixa Comissió a la Federació Espanyola. Va formar part de la Junta Directiva de Carme Mas, i es va convertir en el nou president de la federació el 17 de desembre de 2011
La seva primera tasca al capdavant de la federació va ser presentar un pla de viabilitat econòmica per superar una situació difícil en temps de crisi i posar la seva experiència al servei del ciclisme català. Des del 2013 és membre del Consell Directiu de la UFEC.

### Joaquim Vilaplana Boloix (2017 - actualitat)
Va formar part de la Junta de Josep Bochaca en la comissió executiva on s'encarregava de les àrees econòmiques, de tecnificació i de seguretat viària. Va guanyar les eleccions a la presidència de la FCC celebrades al desembre del 2017.